# Mangyeong-eup
Mangyeong-eup (koreanska: 만경읍) är en köping i den sydvästra delen av Sydkorea,  190 km söder om huvudstaden Seoul.  Den ligger i kommunen Gimje i provinsen Norra Jeolla. 